# Rumptjärnen, Hälsingland
Rumptjärnen är en sjö i Ljusdals kommun i Hälsingland och ingår i Ljusnans huvudavrinningsområde.